# معماری برچسب خورده
*این مقاله در حال ترجمه است لطفا پاک نشود.*
در علوم کامپیوتر ، یک معماری برچسب خورده نوع خاصی از معماری رایانه ای است که در آن هر کلمه حافظه یک اجتماعی از برچسب گذاری شده  را تشکیل می دهد ، که به تعدادی از داده ها تقسیم می شود ، و یک بخش برچسب که توصیف می کند نوع داده ها: چگونه می توان آن را تفسیر کرد ، و اگر مرجع باشد ، نوع شیئی که به آن اشاره می کند. در مقابل ، حافظه برنامه و داده در معماری فون نویمان قابل تشخیص نیست و روشی را برای تفسیر معنای صحیح بسیار مهم می کند.
نمونه های قابل توجه معماری های برچسب زده شده آمریکایی ، دستگاه های LISP بودند که پشتیبانی از اشاره گر را در سطح سخت افزار و Opcode ، سیستم های بزرگ Burroughs ، که دارای یک معماری با برچسب و توصیف کننده مبتنی بر توصیف کننده داده و رایانه برنج غیر تجاری بودند ، برچسب گذاری کرده بودند.  هر دو دستگاه Burroughs و LISP نمونه هایی از معماری رایانه ای با زبان سطح بالا هستند که در آن از برچسب زدن برای پشتیبانی از انواع زبان سطح بالا در سطح سخت افزار استفاده می شود.
علاوه بر این ، اجرای اصلی Xerox Smalltalk از حداقل بیت مهم هر کلمه 16 بیتی به عنوان یک برچسب استفاده می کرد: اگر مشخص بود ، سخت افزار آن را به عنوان یک آدرس حافظه تراز شده می پذیرد در حالی که اگر تنظیم می شد ، درمان می شد به عنوان یک عدد صحیح 15 بیتی. مستندات فعلی Intel ذکر می کند که بیت های پایین یک آدرس حافظه ممکن است به طور مشابه توسط برخی از سیستم های مبتنی بر مترجم استفاده شود.
در اتحاد جماهیر شوروی ، سری Elbrus از ابر رایانه ها پیشگام استفاده از معماری های برچسب زده شده در سال 1973 بود.

## همچنین ببینید
حفاظت از فضای آدرس اجرایی